# Peter Gay
Peter Joachim Gay, achternaam oorspronkelijk Fröhlich maar later gewijzigd in Gay, (Berlijn, 20 juni 1923 – New York, 12 mei 2015) was een Amerikaans historicus. Hij was gespecialiseerd in de ideeën- en mentaliteitsgeschiedenis, i.h.b. de Verlichting en de psychoanalyse. 
Gay, die van Joodse afkomst was, vluchtte in 1939 met zijn ouders uit nazi-Duitsland en kwam via Cuba in de Verenigde Staten terecht. Hij leefde sinds 1941 in New York. Van 1959 tot haar dood in 2006 was hij gehuwd met de kunsthistorica Ruth Slotkin.
Gay was hoogleraar aan de Columbia-universiteit tussen 1948 en 1969. Daarna was hij tot zijn pensionering in 1993 hoogleraar aan de Yale-universiteit. In 1983-1984 was hij fellow aan het Wissenschaftskolleg zu Berlin.

Hij schreef onder meer over Voltaire, de Verlichting, de Weimarrepubliek, Sigmund Freud en Mozart. In 1990 kreeg hij de Dr A.H. Heinekenprijs voor geschiedenis.

## Werken
- The Dilemma of Democratic Socialism: Eduard Bernstein's Challenge to Marx, 1952.
- Voltaire's Politics: The Poet as Realist, 1959.
- The Party of Humanity: Essays in the French Enlightenment, 1964.
- The Enlightenment: An Interpretation: The Rise of Modern Paganism, 1966.
- The Loss of Mastery: Puritan Historians in Colonial America, 1966.
- Weimar Culture: The Outsider as Insider, 1968.
- The Enlightenment: An Interpretation: The Science of Freedom, 1969.
- The Bridge of Criticism: Dialogues on the Enlightenment, 1970.
- Historians at Work, 1972.
- Modern Europe, 1973 - met R.K. Webb.
- The Enlightenment; A Comprehensive Anthology, 1973.
- Style in History, 1974.
- Art and Act: On Causes in History— Manet, Gropius, Mondrian, 1976.
- Freud, Jews, and Other Germans: Masters and Victims in Modernist Culture, 1978.
- The Bourgeois Experience: Victoria to Freud - 5 delen, 1984-1998 (waaronder The Education of the Senses (1984) en The Cultivation of Hatred)
- Freud for Historians, 1985.
- The Tender Passion, 1986.
- A Godless Jew: Freud, Atheism, and the Making of Psychoanalysis, 1987.
- Freud: A Life for Our Time, 1988.
- 'The German-Jewish Legacy-and I: Some Personal Reflections', American Jewish Archives 40 (1988) 203-210.
- A Freud Reader, 1989 (redactie).
- Reading Freud: Explorations & Entertainments, 1990.
- Sigmund Freud and Art: His Personal Collection of Antiquities, 1993.
- The Cultivation of Hatred, 1993.
- The Naked Heart, 1995.
- The Enlightenment and the Rise of Modern Paganism, herziene druk, 1995.
- Pleasure Wars, 1998.
- My German Question: Growing Up in Nazi Berlin, 1998 (autobiografie).
- Mozart, 1999.
- Schnitzler's Century, 2002.
- Modernism: The Lure of Heresy, 2007

Nederlandse vertalingen
- Freud voor historici (Amsterdam, Het Wereldvenster, 1987)
- Een goddeloze jood: Freud, het atheïsme en het ontstaan van de psychoanalyse (Houten, De Haan, 1988)
- Sigmund Freud: zijn leven en werk (Baarn, Tirion, 1989, e.v.)
- De draagbare Freud (uitgekozen en ingeleid door Gay. 1e druk, Amsterdam, Prometheus, 1991)
- Mozart (Amsterdam, Balans, 2001)
- De eeuw van Schnitzler: een nieuwe geschiedenis van de negentiende eeuw (Amsterdam, De Bezige Bij, 2002)
- Het modernisme: de schok der vernieuwing (Amsterdam, Ambo, 2007)